# 신간소문입식운기론오
신간소문입식운기론오(新刊素問入式運氣論奧)는 인천광역시 연수구 가천박물관에 있는 조선시대의 책이다. 2012년 7월 26일 인천광역시의 유형문화재 제63호로 지정되었다.

## 개요
가천박물관에서 소장하고 있는 『신간소문입식운기론오』는 『황제내경소문(黃帝內經素問)』의 「오운육기론(五運六氣論)」에 근원하여 운기(運氣)가 질병의 발생에 어떤 영향을 미치는가에 대해 정리한 의학전문서이다. 16세기에 간행된 초창기 목판본을 저본으로 삼아 조선에서 갑진자본 금속활자로 번각한 것이다.
『신간소문입식운기론오』 서문은 송나라시기인 원부기묘세(元符己卯歲)(1099) 정축월 망일에 조산랑태의학사업(朝散郞太醫學司業) 유온서(劉溫舒)가 썼다. 
서문에 이어서 전체 목록이 수록되어 있으며, 본문은 삽도가 먼저 제시되고 이어서 삽도에 대한 해설이 설명되는 형식으로 편찬되어 있다. 삽도는 ‘육십년기운도(六十年紀運圖)’를 비롯한 29종의 그림을 수록하였다. 
서문에 이어서 상 ․ 중 ․ 하 3권의 목록이 수록되어 있으며, 본문에는 삽도가 먼저 제시되고 이어서 삽도에 대한 상세한 해설이 설명되는 형식으로 편집되어 있다. 이 책의 가치는 전래인본이 드물고 그 내용 또한 한의학 연구에 있어 중요한 자료적 가치가 있다. 특히 간행시기가 16세기로 국내에 희귀하게 남은 조선전기 간행 의서로서 가치가 있다. 국내에 현존하는 한의서 중에 동일한 인본이 매우 드물다는 점에서도 문화재적 가치가 있다.

## 참고 문헌
- 신간소문입식운기론오 - 국가유산청 국가유산포털